# Provincia de Etchū
Etchū, escrito formalmente como Etchū no kuni (越中国), era una vieja provincia de Japón, en la parte de Honshū que en la actualidad es la prefectura de Toyama.
Su capital era Takaoka, pero por la era Sengoku fue gobernada por los daimyō de provincias vecinas como Echigo y Kaga.